# إنيو سلفادور
إنيو سلفادور (بالإيطالية: Ennio Salvador)‏ ولد بتاريخ 19 يوليو 1960 في إيطاليا، هو دراج إيطالي سابق.

## روابط خارجية
- إنيو سلفادور على موقع أرشيف الدراجات (الإنجليزية)
- إنيو سلفادور على موقع إحصائيات الدراجات الإحترافية (الإنجليزية)
- إنيو سلفادور على موقع CycleBase (الإنجليزية)